# Pseudo-Pier Francesco Fiorentino

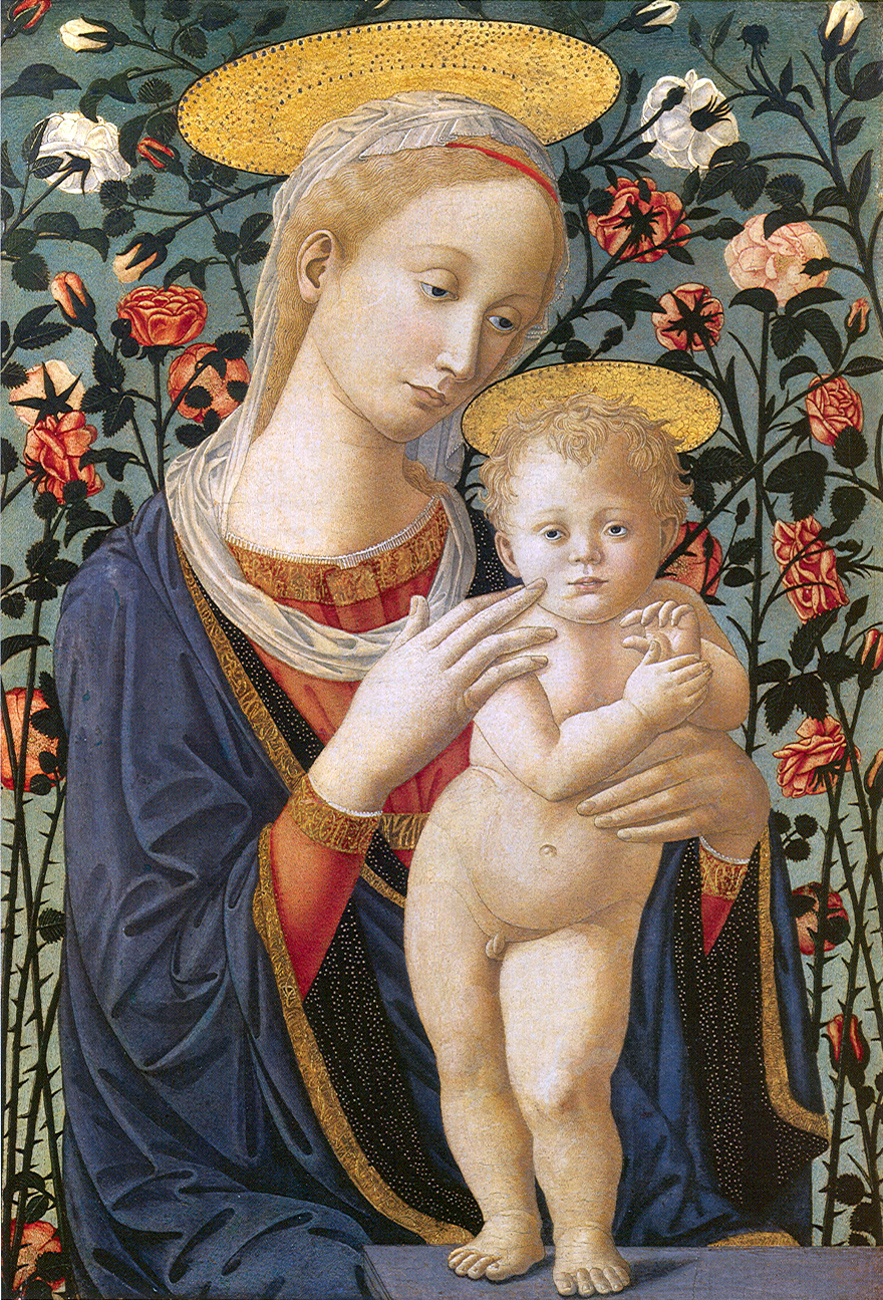
Pseudo Pier Francesco Fiorentino. Virgen de las rosas.

Pier Francesco Fiorentino (Florencia, 1444 o 1445 – Valdelsa, después de 1497) fue un pintor renacentista del siglo XV, durante el periodo conocido como quattrocento italiano. Estuvo activo en la ciudad de San Gimignano. Su trabajo se concentró en temas religiosos, en particular en Madonna o Vírgenes con niño.

## Biografía
Hijo del pintor florentino, Bartolomeo di Donato, inició su educación artística en el taller de su padre. A los 25 años fue ordenado sacerdote, por lo que también se le conoció como Pier Francesco Prete. Perteneció al círculo de Benozzo Gozzoli con quien trabajó en San Gimignano y Certaldo en la década de 1460. 
En febrero de 1475, trabajó con Ghirlandaio en la decoración de la nave central de la Catedral de San Gimignano  (Colegiata de la Asunción de Santa María). El mismo año realizó una tabla con La virgen y el niño entronizados con los santos Mateo apóstol, Guillermo Eremita, Bárbara y Sebastián para la Colegiata de San Andrés en Empoli que más tarde pasó a las salas de exhibición del Museo de la antigua colegiata.

## Obras selectas
Algunas obras del artista son:
- Virgen entronizada con los santos Justo y Tomás (1477) y Virgen con niño entronizados con los santos Bartolome y Antonio Abate (1490), ambas conservadas por el museo del Palazzo Comunale (Palacio del Pueblo) en San Gimignano.
- Virgen entronizada con niño y santos (1494) ubicada en un altar lateral de la Iglesia de San Agustín en San Gimignano. La luneta sobre la tabla fue pintada al fresco en los primeros años del cinquecento por el pintor Vincenzo Tamagni .